# Anàlisi de cost-benefici
L'anàlisi de cost-benefici o, senzillament, anàlisi cost-benefici (ACB), és un procés sistemàtic per calcular i comparar els beneficis i els costos d'un projecte, per tal de facilitar la presa d'una decisió de tirar-lo, o no, endavant. L'ACB té dos propòsits: 
1. Determinar si és una bona inversió/decisió (justificació/viabilitat),
2. Proporcionar una base per a comparar projectes. Es tracta de comparar el cost total esperat de cada opció davant els beneficis totals esperats, per veure si els beneficis superen els costos, i per quant.

En l'ACB, els beneficis i els costos s'expressen en termes monetaris, i s'ajusten per al valor temps del diner, de manera que s'expressen en una base comuna, pel que fa al seu "valor actual net", tots els fluxos de beneficis i tots els fluxos dels costos del projecte a través del temps (que tendeixen a ocórrer en diferents moments de l'execució del projecte).
En estreta relació, però lleugerament diferents, són les tècniques que inclouen l'anàlisi de cost-efectivitat, l'anàlisi de cost-utilitat, l'anàlisi d'impacte econòmic, l'anàlisi d'impacte fiscal i l'anàlisi de retorn social d'una inversió.